# ニンテンドー3DSガイド ルーヴル美術館
『ニンテンドー3DSガイド ルーヴル美術館』（ニンテンドースリーディーエスガイド ルーヴルびじゅつかん、英題：Nintendo 3DS Guide: Louvre）は、任天堂より発売されたニンテンドー3DS用ソフト。

## 概要
ルーヴル美術館では2012年4月11日より音声ガイド機能を内蔵したニンテンドー3DS LL本体を来場者に貸し出す有料サービスが行われており、この内蔵ソフトの内容を基に、開発の都合上カットしていた要素を改めて盛り込んだバージョンがダウンロードソフトとして2013年11月27日に一般発売された。また、ルーヴル美術館内ではダウンロードソフトと同内容のパッケージ版の限定販売が行われ、日本では、2015年3月20日から6月1日に国立新美術館で開催された「ルーヴル美術館展」の会場でパッケージ版が限定販売された。
収録されている一部作品の解説では、通常の音声ガイド以外に高解像度画像や3Dモデルが用いられており、画像を拡大して見たり、3Dモデルを回転させて任意の視点から見たりすることが可能となっている。

## 収録モード
※本項では主に一般発売版のモードについて記述する（内蔵ソフト版と共通しているものもある）。なお、一般発売版の設定画面で「館内モード」を選択すると、現地で音声ガイドとしてそのまま利用できる。
作品を鑑賞
収録されている作品から任意のものを選択し解説を聞くことができる。気に入った作品にチェックをつけて素早く一覧表示する機能や、様々な条件で作品を検索する機能もある。
ルーヴルを体験
館内地図上を自由に移動して作品を鑑賞したり、学芸員や専門スタッフが考案した以下の3つの見学コースを巡ったりすることができる。オリジナルコースの作成も可能。
- ルーヴルの傑作 - モナ・リザ、ミロのヴィーナス、サモトラケのニケなど、有名な作品を中心に巡るコース。
- 古代エジプト人 - 古代エジプト美術の数々を巡るコースで、子供を対象としている。スフィンクスが作品を解説するという体裁で進行し、随所でクイズが出題される。
- 穏やかな美術館 - 館内エリアの一つ「リシュリュー翼」に展示されている、比較的知られていない作品を巡るコース。

全解説を聞く
全ての作品の解説を自動再生する。
スライドショー
収録されている作品や館内写真などの画像が切り替わりながら画面に表示されるモードで、「美術時計」として利用できる。

## 開発
ニンテンドー3DSの前世代の携帯型ゲーム機・ニンテンドーDSの時代、任天堂は、DSユーザーが本体を持ち歩いて公共の場で利用することを目指す「DSのパブリックスペース利用」のプロジェクトを推進し、2009年には東京ディズニーリゾート内のショッピングモール「イクスピアリ」で店舗情報の閲覧や道案内などに利用できるソフト『イクスピアリ・ニンテンドーDSガイド』を、2010年には音声ガイドを制作し公共施設などで利用できるソフト『じぶんでつくる ニンテンドーDS ガイド』を提供していた。プロジェクトの提案者である任天堂の宮本茂は元々美術館に行くことが趣味で、当時美術館で使用されていた音声ガイド機器よりもDSを用いたほうが便利だと考えたことが提案のきっかけだった。その後、プロジェクトが一区切りつき宮本が今後について考えていた頃、任天堂専務取締役を務めていた波多野信治からたまたまルーヴル美術館との協業の話があった。その内容は音声ガイドの話ではなかったが、宮本は以前からルーヴル美術館でゲーム機を導入したいという願望を持っていたため「音声ガイドを任天堂にやらせてもらえないか」と申し出た。これに対しルーヴル美術館側からは前向きな回答があった。当時の館長のアンリ・ロワレットがマルチメディア推進派だったこともあって話がまとまり、宮本がルーヴル美術館に赴いて本格的な調査が行われた。
ルーヴル美術館内で本作を利用する際には、自分がいる場所の周辺にある作品のガイド音声が自動的に再生されるようになっている。こうした仕組みは他の美術館でも導入されているが、当時は赤外線通信が主流で動作が不安定なものが多かった。本作では、前述の『イクスピアリ・ニンテンドーDSガイド』で用いられた位置検出システムのノウハウが活かされ、高い精度での測定を可能とした。実現にあたっては、館内に500以上のビーコンを設置したが、建物に釘を打ってはいけない、床に物を置いてはいけないなどの制約があるため、目立たない場所に配置したり壁と同じ色に塗装したりといった工夫がなされた。